# کارلوس فوربس
کارلوس فوربس (انگلیسی: Carlos Forbs؛ زادهٔ ۱۹ مارس ۲۰۰۴) بازیکن فوتبال است که در حال حاضر برای باشگاه فوتبال آژاکس آمستردام بازی می‌کند. 
وی همچنین در تیم‌های ملی فوتبال زیر ۱۶ سال پرتغال، زیر ۱۸ سال پرتغال، زیر ۱۹ سال پرتغال، و زیر ۲۱ سال پرتغال بازی کرده است.